# Överarmsben
| Höger överarmsben sett framifrån (volart). | Höger övermsben sett bakifrån (dorsalt). |
| Överarmsben, fram- och bakifrån.           |                                          |

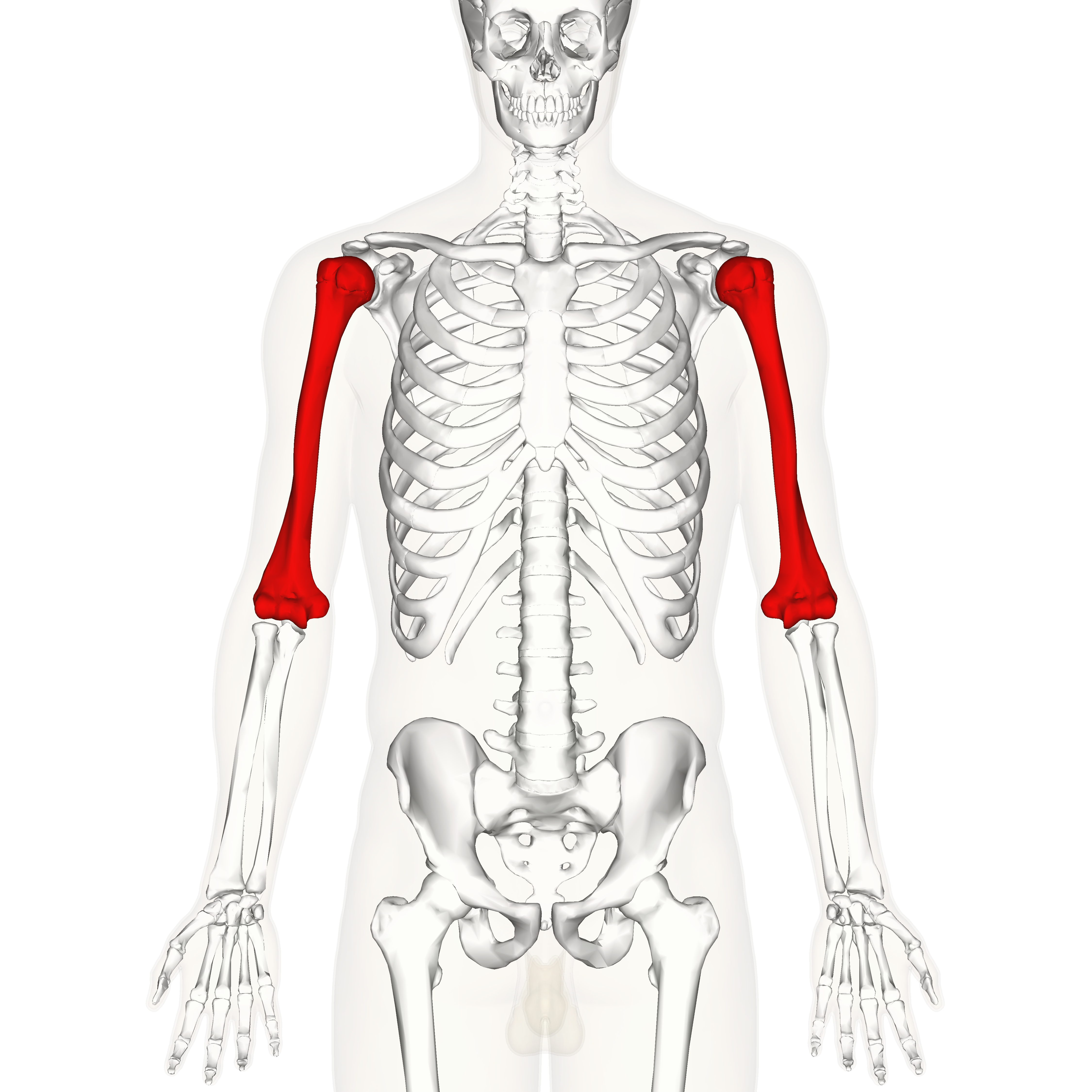
Överarmsbenet (humerus) sedd framifrån.

Överarmsbenet (latin: humerus) är i människans skelett ett långt ben i armen mellan skulderbladet (scapula) och underarmsbenen, strålbenet (radius) och armbågsbenet (ulna).
Överarmsbenets huvud (caput humeri) ledar i axelleden (art. humeri, art. glenohumeralis) mot skulderbladets ledpanna (fossa glenoidalis). Denna led stabiliseras av musklerna i rotatorkuffen och friktionen i leden mildras genom de bursor som omger den. På den överarmsbenets huvud finns två tuberkler (rundade utskott): tuberculum majus på den yttre sidan om huvudet och tuberculum minus på framsidan. På de två tuberklerna har rotatorkuffens muskler sina fästen.
Överarmsbenets övre del är rund i genomskärning men dess nedre är trekantig. Där emellan finns en grund fåra (sulcus nervi radialis) i vilken nerven nervus radialis och artären arteria profunda brachii löper.
I armbågsleden bildar överarmsbenet en gångjärnsled med armbågsbenet som enbart medger flexion och extension av underarmen. Ett spolformat utskott på överarmsbenet (trochlea humeri) ledar mot armbågsbenets utskott olekranon (olecranon). De två fördjupningarna innanför trochlea (fossa coronidea och fossa olecrani) medger olekranon 180° svängrum men förhindrar överflexion och överextension.
Överarmsbenet bildar en annan gångjärnsled med strålbenet genom att utbuktningen och ledytan capitulum humeri på överarmsbenet ledar mot strålbenets huvud (caput radii). Denna led medger pronation och supination av underarmen och handen.